# Arnold von Schele
Arnold Freiherr von Schele (né le 5 juillet 1849 à Schelenburg et mort le 21 août 1922 dans la même ville) est le propriétaire du manoir, officier et député du Reichstag.

## Origine
Ses parents sont le major et l'administrateur de district Ludwig Ernst Unico Georg von Schele (4 juin 1796-1er décembre 1870) et sa troisième épouse Mathilde von Landesberg (née le 19 février 1822), fille du lieutenant-général hanovrien Ludwig von Landesberg .

## Biographie
À partir de 1864, Schele appartient au corps de cadets royaux hanovriens . En 1866, il devient lieutenant dans le régiment de la Garde royale hanovrienne et participe la même année à la bataille de Langensalza pendant la guerre contre la Prusse. En 1867, il prend congé et rejoint le 1er avril 1867 comme lieutenant le 2e régiment de grenadiers de l'armée saxonne. Il prend part à la guerre contre la France en 1870/71, devient entre-temps Oberleutnant et reçoit la croix de fer de 2e classe pour ses services pendant la guerre, ainsi que la croix de chevalier 1re classe de l'Ordre d'Albert avec des épées. En 1875, Schele est promu capitaine et commandant de compagnie. En 1887, il devient officier d'état-major dans le 3e régiment d'infanterie saxon (de) et commandant de bataillon en 1888. En 1891, il démissionne comme major. Ensuite, il est propriétaire du manoir de Wunstorf et Stadthagen.
À partir de 1892, Schele est actif dans le parti allemand hanovrien (comité, comité des journaux) et à partir de 1894 membre du conseil d'administration du parti allemand hanovrien, à partir de 1908 président de celui-ci. Il est également membre du comité du parti de la droite allemande à partir de 1894. À partir de 1911, il est membre du conseil de l'arrondissement d'Osnabrück.
De 1898 à 1907 et de 1912 à 1918, il est député du Reichstag pour la 7e circonscription de Hanovre (Nienburg, Neustadt am Rübenberge (de), Fallingbostel (de)) pour le parti allemand hanovrien.
Il est reçoit la croix de chevalier 2e classe de l'Ordre d'Ernest-Auguste (de), la médaille de Langensalza, la médaille commémorative de la guerre de 1870/71, l'Ordre de l'Aigle rouge de 4e classe, l'Ordre de la Couronne de 4e classe ainsi que le prix du service saxon pour 25 ans d'activité.

## Famille
Schele se marie le 2 octobre 1875 à Dresde avec la baronne Sylvie von Reibnitz (né le 8 mars 1853). Le couple a plusieurs enfants.